# Bothus
Genre
Bothus est un genre de poissons plats de la famille des Bothidae. 

## Description et caractéristiques
Comme les autres espèces de l'ordre des Pleuronectiformes, les espèces du genre Bothus sont des poissons plats. Ils se caractérisent par des yeux très écartés l'un de l'autre, surtout chez les mâles. Les larves tardives portent des tentacules frontaux ramifiés.

## Répartition
À part l'espèce Bothus podas les espèces de ce genre sont surtout répandues à l'est du continent américain. 

## Liste d'espèces
Selon World Register of Marine Species (18 mars 2015) :
- Bothus assimilis (Günther, 1862)
- Bothus constellatus (Jordan, 1889)
- Bothus ellipticus (Poey, 1860)
- Bothus guibei Stauch, 1966
- Bothus leopardinus (Günther, 1862)
- Bothus lunatus (Linnaeus, 1758)
- Bothus maculiferus (Poey, 1860)
- Bothus mancus (Broussonet, 1782)
- Bothus mellissi Norman, 1931
- Bothus myriaster (Temminck & Schlegel, 1846)
- Bothus ocellatus (Agassiz, 1831)
- Bothus pantherinus (Rüppell, 1830)
- Bothus podas (Delaroche, 1809)
- Bothus robinsi Topp & Hoff, 1972
- Bothus swio Hensley, 1997
- Bothus tricirrhitus Kotthaus, 1977

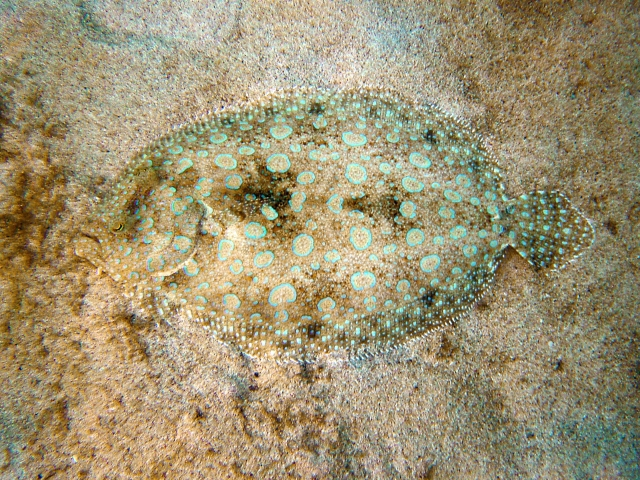
Bothus lunatus
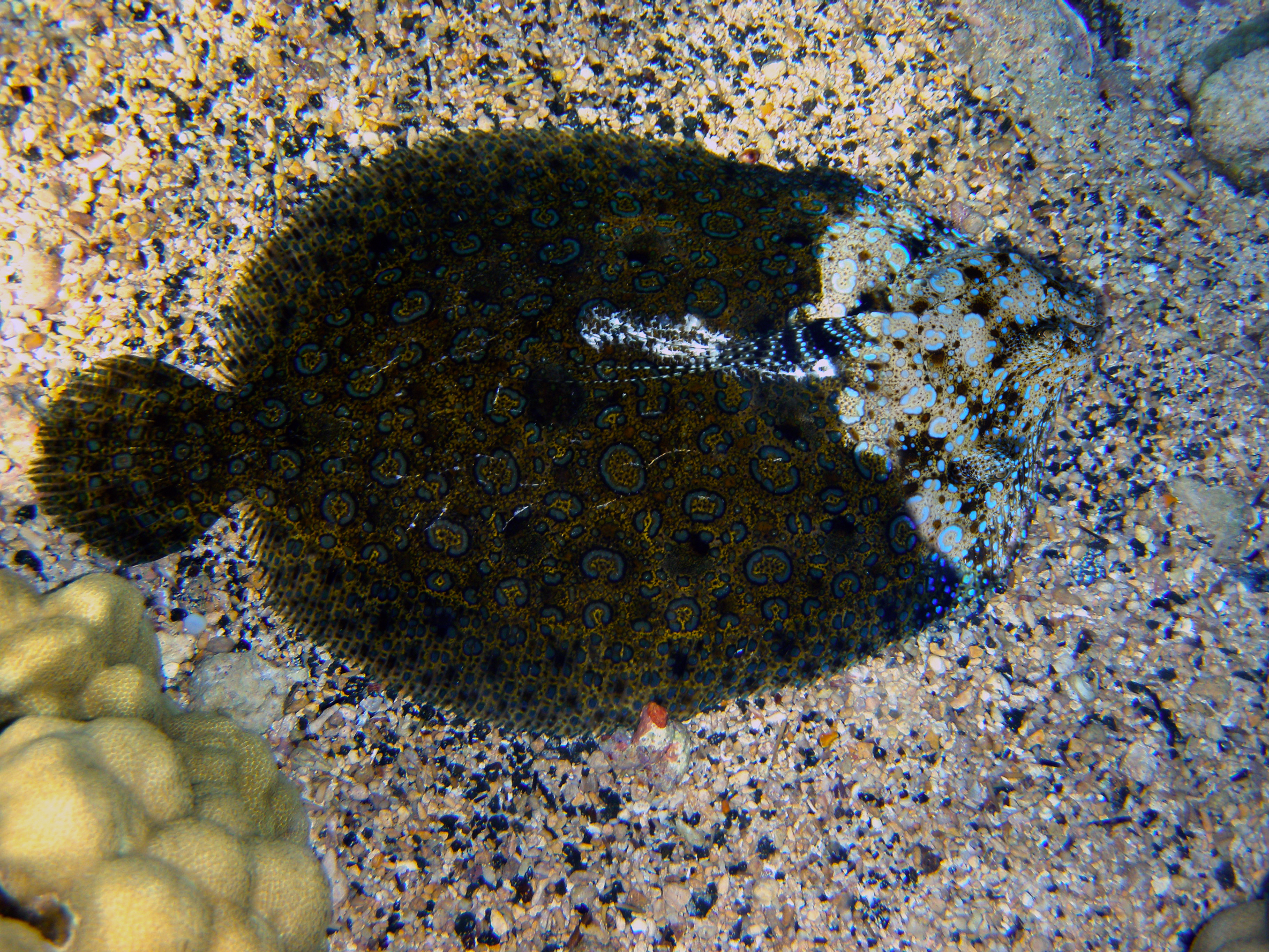
Bothus mancus
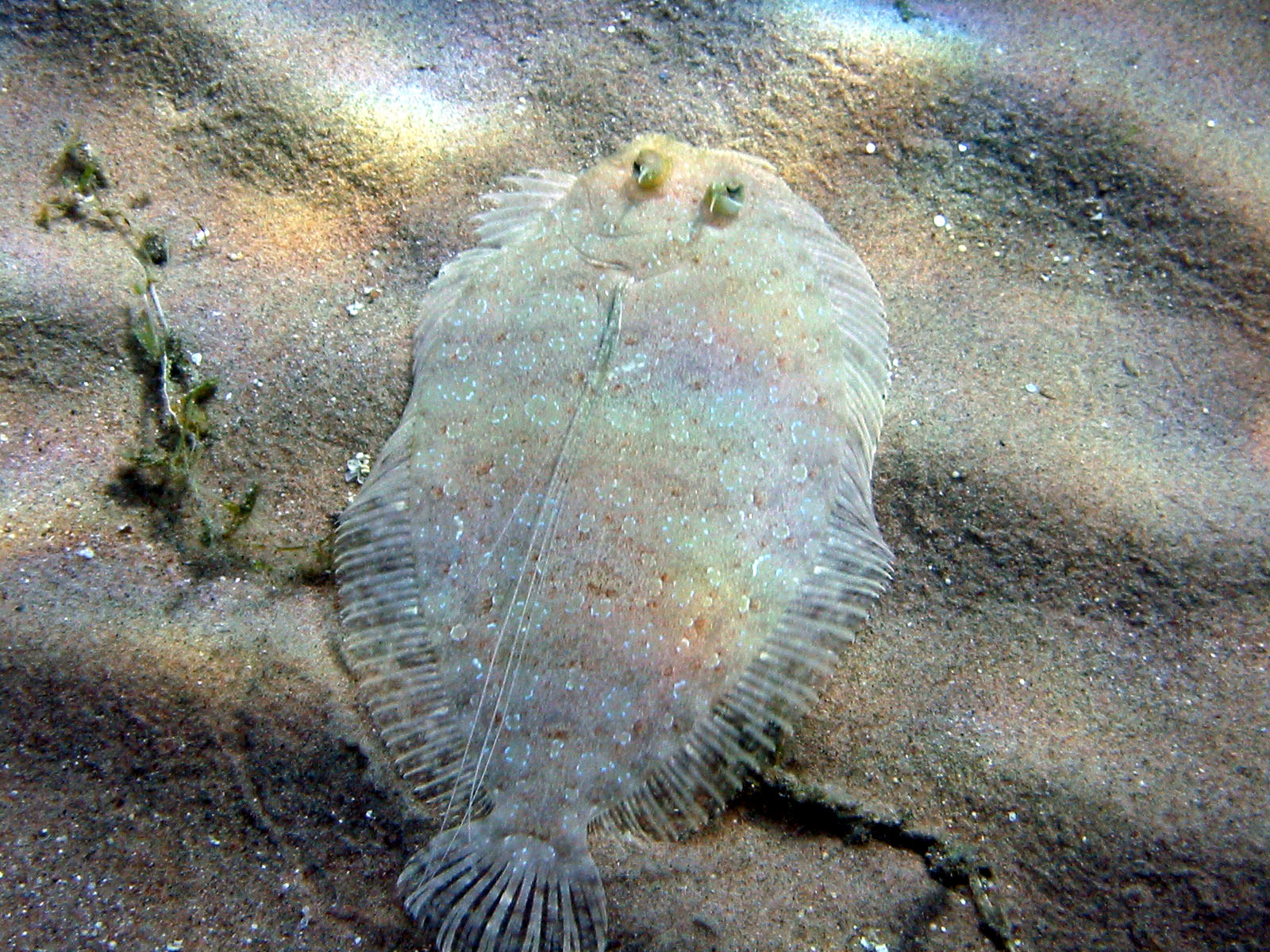
Bothus pantherinus
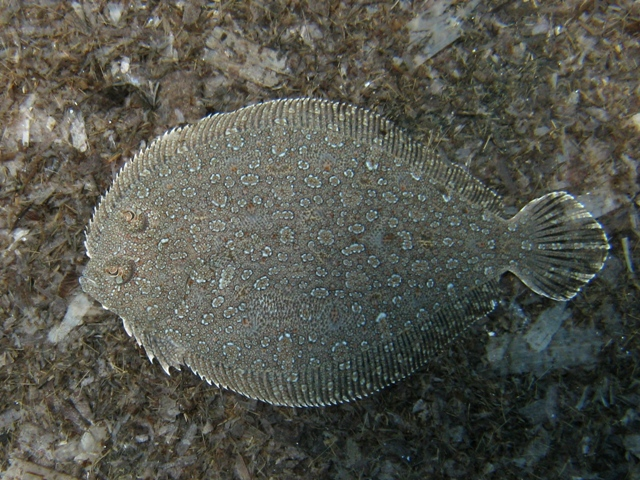
Bothus podas
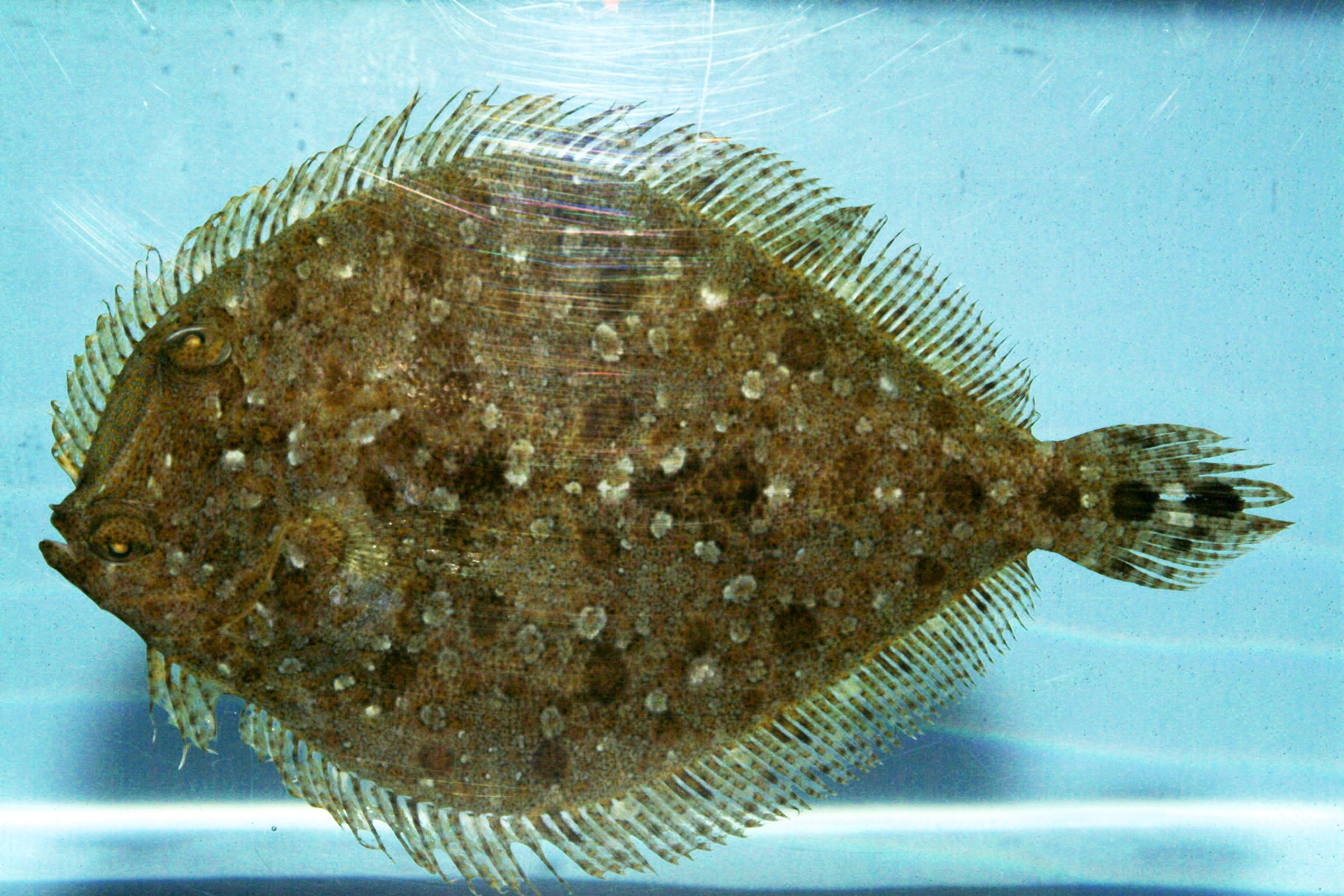
Bothus robinsi